# Джонс, Ди
Дэ́вид «Ди» Джонс (англ. David "Di" Jones; 1867 — 27 августа 1902) — валлийский футболист, защитник. Выступал за клубы «Черк», «Ньютон Хит», «Болтон Уондерерс» и «Манчестер Сити» в конце XIX века. Также играл за национальную сборную Уэльса, проведя за неё 14 матчей.

## Клубная карьера
Дэвид Джонс родился в Трефонене неподалёку от Освестри в шахтёрской семье. Его племянник по имени Лот Джонс был футболистом. Дэвид начал карьеру в местном клубе «Черк», с которым он выиграл Кубок Уэльса в 1887 и 1888 годах, причём последний — будучи капитаном команды. В 1888 году перешёл в английский клуб «Ньютон Хит», но сыграл за него лишь два товарищеских матча, и в марте 1889 года перешёл в «Болтон Уондерерс». В «Болтоне» он вскоре стал капитаном (в 1890 году) и привёл свою команду к финалу Кубка Англии, в котором «рысаки» уступили клубу «Ноттс Каунти» со счётом 1:4. За десять лет в «Болтоне» Ди Джонс сыграл за клуб 228 матчей в чемпионате и забил 4 гола.
В 1898 году перешёл в «Манчестер Сити», за который играл его бывший одноклубник по «Черку» и приятель по сборной Уэльса Билли Мередит. Дебютировал за манчестерский клуб 8 октября 1898 года в матче против «Лутон Таун». По итогам сезона 1898/99 «Сити» вышел в Первый дивизион Футбольной лиги, бывший элитным дивизионом английского футбола. Всего он сыграл за «Сити» 118 матчей и забил 1 гол.
17 августа 1902 года в рамках предсезонной тренировки Джонс поранил колено, упав на кусок стекла. В рану попала инфекция, и в течение недели Ди Джонс умер от заражения крови.

## Карьера в сборной
Джонс дебютировал в составе национальной сборной Уэльса 3 марта 1888 года в матче против сборной Ирландии в Рексеме, который завершился разгромом ирландцев во счётом 11:0. За 12 лет в сборной Джонс сыграл за неё 16 матчей, но два из них (против Канады в 1891 году) в официальную статистику засчитаны не были. Свой последний матч за валлийскую сборную Ди провёл 26 марта 1900 года. Это была игра против сборной Англии, которая завершилась вничью со счётом 1:1. Джонс провёл эту встречу на позиции правого защитника.